# خوسيه إغناثيو دياز
خوسيه إغناثيو دياز (بالإسبانية: José Ignacio Díaz)‏ هو منافس ألعاب قوى إسباني، ولد في 22 نوفمبر 1979.

## وصلات خارجية
- خوسيه إغناثيو دياز على موقع الاتحاد الدولي لألعاب القوى (الإنجليزية)
- خوسيه إغناثيو دياز على موقع أوليمبيديا (الإنجليزية)